# Liste bedeutender Soziologen
Dies ist eine Liste bedeutender Soziologen, die als Repräsentanten das Fach Soziologie vertreten und durch originelle Beiträge bereichert haben.

## A
- Theodor W. Adorno (1903–1969), herausragender Vertreter der Kritischen Theorie, von 1963 bis 1967 Vorsitzender der Deutschen Gesellschaft für Soziologie.
- Jens Alber (* 1947), betreibt empirische Forschung über Sozialpolitik und Sozialstrukturen.
- Hans Albert (1921–2023), führender Vertreter des Kritischen Rationalismus.
- Jutta Allmendinger (* 1956), Bildungs- und Arbeitsmarktforscherin, als erste Frau von 1999 bis 2002 Vorsitzende der Deutschen Gesellschaft für Soziologie.
- Margaret S. Archer (1943–2023), britische Kultursoziologin mit internationalem Renommee, von 1986 bis 1990 Präsidentin der International Sociological Association.
- Raymond Aron (1905–1983), wichtigster französischer Soziologe in den Jahren nach dem Zweiten Weltkrieg.

## B
- Dirk Baecker (* 1955), Wirtschafts-, Organisations- und Kultursoziologe in der Tradition der Luhmannschen Systemtheorie mit originären Arbeiten zur Management- und Kulturtheorie
- Hans Paul Bahrdt (1918–1994), Vertreter der ersten Generation der westdeutschen Nachkriegssoziologie mit Forschungsschwerpunkten in der Industrie- und Stadtsoziologie
- Jean Baudrillard (1929–2007), international angesehener Vertreter des postmodernen Denkens
- Zygmunt Bauman (1925–2017), mit hohen Preisen ausgezeichneter Theoretiker der Postmoderne
- Ulrich Beck (1944–2015), Analytiker der Risikogesellschaft und Theoretiker der Zweiten Moderne
- Howard S. Becker (1928–2023), international anerkannter Kriminal- und Kunstsoziologe
- Regina Becker-Schmidt (1937–2024), Adorno-Schülerin mit den Arbeitsschwerpunkten kritische Gesellschaftstheorie und Geschlechterforschung
- Jens Beckert (* 1967), wirtschaftssoziologisch orientierter Theoretiker der gesellschaftlichen Einbettung von Märkten, ökonomischen Handlungen und Institutionen und Träger des Leibniz-Preises.
- Daniel Bell (1919–2011), führender Theoretiker der postindustriellen Gesellschaft
- Reinhard Bendix (1916–1991), deutsch-amerikanischer Soziologe in der Tradition Max Webers
- Johannes Berger, Wirtschaftssoziologe mit originellen Beiträgen zur Moralischen und Politischen Ökonomie
- Peter L. Berger (1929–2017), führender Vertreter des Sozialkonstruktivismus
- Peter Blau (1918–2002), Organisationssoziologe und bekanntester Vertreter der Theorie des Tausches (Exchange Theory)
- Herbert Blumer (1900–1987), prägte den Begriff des symbolischen Interaktionismus
- Luc Boltanski (* 1940), französischer Soziologe und Sozialkritiker, der eine einflussreiche Untersuchung zum „neuen Geist des Kapitalismus“ vorlegte
- Karl Martin Bolte (1925–2011), einflussreicher Soziologe der deutschen Nachkriegsgeneration, Analytiker von Gesellschafts- und Arbeitsmarktstrukturen, von 1974 bis 1978 Vorsitzender der Deutschen Gesellschaft für Soziologie
- Tom B. Bottomore (1920–1992), Klassen- und Gesellschaftstheoretiker in der Tradition des westlichen Marxismus, von 1974 bis 1978 Präsident der International Sociological Association
- Raymond Boudon (1934–2013), Vertreter des methodologischen Individualismus
- Célestin Bouglé (1870–1940), französischer Soziologe und enger Mitarbeiter Emile Durkheims; verknüpfte in seinem Klassiker Les idées égalitaires Georg Simmels Analysen zur sozialen Differenzierung mit Durkheims sozialer Morphologie.
- Pierre Bourdieu (1930–2002), herausragender Vertreter einer Soziologie der Praxis und des sozialen Habitus
- Gerhard Brandt (1929–1987), war von 1974 bis 1982 Direktor des Instituts für Sozialforschung in Frankfurt am Main.
- Heinz Bude (* 1954), einer der führenden Vertreter der zeitgenössischen deutschen Soziologie mit öffentlicher Wirksamkeit
- Michael Burawoy (1947–2025), einer der führenden Theoretiker in der marxistischen Labour Process Debate, seit 2010 Präsident der International Sociological Association
- Nicole Burzan (* 1971), war von 2017 bis 2019 Vorsitzende der Deutschen Gesellschaft für Soziologie

## C
- Roger Caillois (1913–1978), französischer Soziologe, Mitbegründer des Collège de Sociologie.
- Robert Castel (1933–2013), Vertreter der soziologischen Exklusionsforschung.
- Aaron Victor Cicourel (1928–2023), einer der Hauptvertreter der Ethnomethodologie mit einem grundlegenden Werk (Method and Measurement in Sociology) für die sozialwissenschaftliche Methodenlehre.
- Dieter Claessens (1921–1997), Vertreter einer anthropologisch orientierten Soziologie.
- Lars Clausen (1935–2010), Pionier der deutschen Katastrophensoziologie, von 1993 bis 1994 Vorsitzender der Deutschen Gesellschaft für Soziologie.
- Albert K. Cohen (1918–2014), Begründer der kriminalsoziologischen Subkultur-Theorie.
- James Samuel Coleman (1926–1995), herausragender Theoretiker der nordamerikanischen Soziologie.
- Auguste Comte (1798–1857), Mitbegründer und Namensgeber der Soziologie.
- Charles Cooley (1864–1929), Pionier der nordamerikanischen Soziologie, der das Konzept „The Looking Glass Self“ entwickelte.
- Lewis Coser (1913–2003), Konfliktsoziologe mit strukturfunktionalistischem Theorieansatz.
- Colin Crouch (* 1944), Analytiker und Kritiker des Neoliberalismus und der Postdemokratie.
- Michel Crozier (1922–2013), bekanntester französischer Vertreter der Organisationssoziologie.

## D
- Ralf Dahrendorf (1929–2009), herausragender Vertreter der ersten Generation deutscher Nachkriegssoziologie, von 1967 bis 1970 Vorsitzender der Deutschen Gesellschaft für Soziologie.
- Kingsley Davis (1908–1997), Klassiker der Demografie, prägte den Begriff Bevölkerungsexplosion.
- Georges Davy (1883–1976), französischer Soziologe, Arbeiten zu archaischen Vertragsformen
- Christoph Deutschmann (1946), Wirtschaftssoziologe mit originären Beiträgen zur neueren Kapitalismusdiskussion.
- Klaus Dörre (* 1957), kapitalismuskritischer Prekaritätsforscher und Gewerkschaftssoziologe.
- Émile Durkheim (1858–1917), erster französischer Lehrstuhl-Inhaber für das Fach Soziologie, Begründer der empirischen Soziologie und der Durkheim-Schule.

## E
- Shmuel N. Eisenstadt (1923–2010), israelischer Soziologe mit bedeutenden Beiträgen zur Kultur- und Modernisierungstheorie.
- Norbert Elias (1897–1990), Begründer der Figurationssoziologie.
- Jon Elster (* 1940), einer der wichtigsten Vertreter der Theorie der rationalen Entscheidung (Rational Choice-Theorie).
- Friedrich Engels (1820–1895), entwickelte gemeinsam mit Karl Marx die heute als Marxismus bezeichnete soziale Gesellschafts- und Wirtschaftstheorie.
- Gøsta Esping-Andersen (* 1947), hervorgetreten durch international vergleichende Forschungen zum Wohlfahrtsstaat.
- Hartmut Esser (* 1943), Vertreter deutscher Gegenwartssoziologie mit theoretischen Arbeiten in der Tradition des Kritischen Rationalismus.
- Amitai Etzioni (1929–2023), amerikanischer Gesellschaftstheoretiker deutscher Herkunft mit wichtigen Arbeiten über den Kommunitarismus.
- Martin Endreß (*1960), deutscher Pionier in der soziologischen Resilienzforschung, Themenschwerpunkt politische Soziologie und Wissenssoziologie

## F
- Orlando Fals Borda (1925–2008), kolumbianischer Soziologe, Mitbegründer der ersten soziologische Fakultät Lateinamerikas.
- Thomas Faist (* 1959), Bielefelder Soziologe mit originären Beiträgen zur transnationalen Migration.
- Adam Ferguson (1723–1816), Mitbegründer der Soziologie, der die Klassenunterschiede aus den Eigentumsverhältnissen der bürgerlichen Gesellschaft begründete.
- Michel Foucault (1926–1984), dem Poststrukturalismus zuzurechnender Philosoph und Soziologe mit weltweiter Rezeption seiner Werke.
- Hans Freyer (1887–1969), führender Vertreter der gleichgeschalteten Soziologie im Nationalsozialismus, von 1933 bis 1946 Präsident der Deutschen Gesellschaft für Soziologie.
- Gilberto Freyre (1900–1987), bedeutendster Soziologe Südamerikas.
- Ludwig von Friedeburg (1924–2010), Industrie- und Bildungssoziologe, Direktor des Instituts für Sozialforschung, von 1969 bis 1975 Hessischer Kultusminister.
- Georges Friedmann (1902–1977), international anerkannter französischer Arbeitssoziologe, von 1956 bis 1959 Präsident der International Sociological Association.
- Friedrich Fürstenberg (1930–2023), vornehmlich mit vielfach rezipierten Arbeiten zur Industrie- und Religionssoziologie hervorgetreten.

## G
- Harold Garfinkel (1917–2011), Begründer der Ethnomethodologie.
- Arnold Gehlen (1904–1976), Hauptvertreter der Philosophischen Anthropologie.
- Theodor Geiger (1891–1952), Begründer der Soziologe (Schichtungssoziologie) in Deutschland.
- Anthony Giddens (* 1938), als Begründer der Strukturationstheorie einer der namhaftesten zeitgenössischen Theoretiker in der Soziologie.
- Roland Girtler (* 1941), Vertreter der Kultursoziologie und der "freien Feldforschung" (teilnehmende Beobachtung und ero-episches Gespräch)
- Erving Goffman (1922–1982), herausragender Vertreter der Interaktions-Theorie.
- John Harry Goldthorpe (1935), britischer Gesellschaftsanalytiker und Klassentheoretiker.
- Johan Goudsblom (1932–2020), Vertreter der Figurationssoziologie in der Nachfolge Norbert Elias’.
- Alvin W. Gouldner (1920–1980), einflussreicher amerikanischer Vertreter einer kritischen Soziologie in der Tradition von C. Wright Mills und der Frankfurter Schule.
- Mark Granovetter (* 1943), gilt als einer der Begründer soziologischer Netzwerktheorie; sein Aufsatz zur Bedeutung schwacher Verbindungen in Netzwerken gehört zu den meistzitierten Aufsätzen der Soziologie.
- Matthias Grundmann (* 1959) Soziologie der Sozialisation, Bildungssoziologie, Gemeinschafts- und Nachhaltigkeitsforschung.
- Ludwig Gumplowicz (1838–1909), einer der Gründerväter der Soziologie.

## H
- Jürgen Habermas (* 1929), international bekanntester zeitgenössischer deutscher Soziologe und Philosoph.
- Maurice Halbwachs (1877–1945), mit Marcel Mauss bekanntester Vertreter der Durkheim-Schule.
- Hartmut Häußermann (1943–2011), führender deutscher Stadtsoziologe.
- Michael Hartmann (* 1952), führender deutscher Elitesoziologe
- Frigga Haug (* 1937), Vertreterin der feministischen Soziologie in Deutschland.
- Arnold Hauser (1892–1978), international anerkannter Vertreter der Kunstsoziologie in der Tradition von Georg Lukács.
- Eduard Heimann (1889–1967), wichtiger Vertreter der Wirtschaftssoziologie.
- George C. Homans (1910–1989), Begründer der Rational Choice-Theorie.
- Axel Honneth (*1949), führender Sozialphilosoph Deutschlands, Vertreter der dritten Generation der Frankfurter Schule.
- Max Horkheimer (1895–1973), herausragender Vertreter der Kritischen Theorie.
- Stefan Hradil (* 1946), namhafter Vertreter der Sozialstrukturforschung, von 1995 bis 1998 Vorsitzender der Deutschen Gesellschaft für Soziologie.
- Klaus Hurrelmann (* 1944), führender zeitgenössischer Vertreter der Sozialisationsforschung in Deutschland.

## I
- Eva Illouz (1961), französisch-israelische Soziologin mit wegweisenden Forschungen zur Soziologie der Gefühle.
- Ronald Inglehart (1934–2021), entwickelte eine Theorie des Wertewandels und Gründer des World Values Surveys.
- Gunther Ipsen (1899–1984), Vertreter der gleichgeschalteten Soziologie im Nationalsozialismus.
- Joachim Israel (1920–2001), international beachteter Theoretiker einer philosophisch fundierten Soziologie.

## J
- Marie Jahoda (1907–2001), eigentlich Sozialpsychologin, mit zahlreichen Ehrungen ausgezeichnete Mitautorin des soziologischen Klassikers Die Arbeitslosen von Marienthal.
- Hans Joas (* 1948), erwarb sich internationales Renommee mit seinen Arbeiten zum amerikanischen Pragmatismus und der Soziologie des Krieges.

## K
- Dirk Kaesler (* 1944), zeitgenössischer deutscher Soziologe, mit Arbeiten zur Theoriegeschichte der Soziologie und ihren Klassikern hervorgetreten.
- Erich von Kahler (1885–1970), bedeutender Kultursoziologe.
- Franz-Xaver Kaufmann (1932–2024), führender Analyst und Empiriker der Sozialpolitik und des Sozialstaates.
- Jean-Claude Kaufmann (* 1948), bedeutender Vertreter einer verstehenden Soziologie der Alltagserscheinungen.
- Clyde Kluckhohn (1905–1960), international bedeutender Kultursoziologe.
- René König (1906–1992), herausragender Vertreter der ersten Generation deutscher Nachkriegssoziologie und Begründer der Kölner Schule, von 1962 bis 1966 Präsident der International Sociological Association.
- Siegfried Kracauer (1889–1966), Begründer der Angestellten- und der Filmsoziologie.

## L
- Siegfried Landshut (1897–1968), emigrierter deutsch-jüdischer Soziologe. Entdecker und Herausgeber der Frühschriften von Karl Marx.
- Bruno Latour (1947–2022), einer der Begründer der Akteur-Netzwerk-Theorie.
- Paul Lazarsfeld (1901–1976), Begründer der modernen empirischen Sozialforschung.
- Emil Lederer (1882–1939), früher Vertreter der Klassenstrukturanalyse.
- Wolf Lepenies (* 1941), zeitgenössischer deutscher Soziologe, mit vielfachen Preisen und Ehrungen ausgezeichnet.
- M. Rainer Lepsius (1928–2014), deutscher Soziologe und Mitherausgeber der Max-Weber-Gesamtausgabe, von 1971 bis 1974 Vorsitzender der Deutschen Gesellschaft für Soziologie.
- Stephan Lessenich (* 1965), forscht zur Theorie des Sozialstaates, von 2013 bis 2016 Vorsitzender der Deutschen Gesellschaft für Soziologie.
- Claude Lévi-Strauss (1908–2009), Begründer des ethnologischen Strukturalismus und früher Vertreter einer Ethnosoziologie.
- Siegwart Lindenberg (* 1941), Begründer des RREEMM-Modells und des Konzepts der sozialen Produktionsfunktionen.
- Seymour Martin Lipset (1922–2006), international bedeutender Vertreter der Politischen Soziologe.
- David Lockwood (1929–2014), britischer Klassen- und Konflikttheoretiker sowie Empiriker der gesellschaftlichen Stratifikation Großbritanniens.
- Martina Löw (* 1965), Raum- und Stadtsoziologin, von 2011 bis 2013 Vorsitzende der Deutschen Gesellschaft für Soziologie.
- Leo Löwenthal (1900–1993), der Frankfurter Schule zugehöriger Literatursoziologe.
- Thomas Luckmann (1927–2016), Vertreter des Sozialkonstruktivismus.
- Niklas Luhmann (1927–1998), neben Talcott Parsons herausragendster Begründer der soziologischen Systemtheorie.
- Georg Lukács (1885–1971), hegelianisch-marxistischer Philosoph und schulbildender Literatursoziologe.
- Burkart Lutz (1925–2013), Nestor der deutschen Industriesoziologie mit wegweisenden Arbeiten zur Soziologie des Arbeitsmarktes, von 1983 bis 1986 Vorsitzender der Deutschen Gesellschaft für Soziologie.
- Helen M. Lynd (1886–1982), Mitbegründerin der Stadtsoziologie.
- Robert S. Lynd (1892–1970), Begründer der Stadtsoziologie.

## M
- Bronisław Malinowski (1884–1942), international anerkannter und schulbildender Sozial- und Kulturanthropologe.
- Michael Mann (* 1942), historischer Soziologe, der mit seiner mehrbändigen Geschichte der Macht internationales Renommee erwarb.
- Karl Mannheim (1893–1947), international bedeutender Vertreter der Wissenssoziologie.
- Herbert Marcuse (1898–1979), herausragender Vertreter der Kritischen Theorie, Mentor und Inspirator der Studentenbewegung der 1960er Jahre.
- Thomas H. Marshall (1893–1981), einer der frühen sozialwissenschaftlichen Theoretiker der (zivilen, politischen, sozialen und industriellen) Bürgerrechte, von 1959 bis 1962 Präsident der International Sociological Association.
- Karl Marx (1818–1883), als Philosoph, Ökonom und Soziologe ein vielseitiger Anreger gesellschaftsbezogener Wissenschaften und politisch-revolutionärer Praxis.
- Joachim Matthes (1930–2009), Religions- und Kultursoziologe, von 1979 bis 1982 Vorsitzender der Deutschen Gesellschaft für Soziologie.
- Steffen Mau (* 1968), Makrosoziologe mit originären Beiträgen zur deutschen Sozialstruktur.
- Andrea Maurer (* 1962), namhafte Wirtschaftssoziologin.
- Marcel Mauss (1872–1950), herausragender Vertreter der Durkheim-Schule.
- Renate Mayntz (* 1929), deutsche Organisationssoziologin und Gründungs-Direktorin des Kölner Max-Planck-Instituts für Gesellschaftsforschung.
- Elton Mayo (1880–1949), als langjähriger Professor an der Harvard Business School Mitbegründer und Hauptvertreter der nordamerikanischen Betriebssoziologie, berühmt geworden durch die von ihm geleiteten Untersuchungen in den Hawthorne-Werken.
- George Herbert Mead (1863–1931), Begründer des Symbolischen Interaktionismus.
- Margaret Mead (1901–1978), eine der entschiedensten Vertreterinnen des Kulturrelativismus.
- Robert K. Merton (1910–2003), herausragender Vertreter der strukturfunktionalistischen Theorieströmung in der nordamerikanischen Soziologie.
- Robert Michels (1876–1936), Begründer der Politischen Soziologie, formulierte das eherne Gesetz der Oligarchie.
- Gertraude Mikl-Horke (* 1944), österreichische Arbeits- und Wirtschaftssoziologin.
- Charles Wright Mills (1916–1962), Klassiker der kritischen nordamerikanischen Soziologie.
- Jacob L. Moreno (1889–1974), Begründer der Soziometrie.
- Gaetano Mosca (1858–1941), italienischer Elitetheoretiker.
- Hans-Peter Müller (* 1951), international anerkannter Soziologe mit innovativen Beiträgen zur Sozialstruktur- und Lebensstil-Forschung.
- Walther Müller-Jentsch (1935–2025), Industrie- und Organisationssoziologe, ausgewiesener Analytiker der Industriellen Beziehungen.
- Richard Münch (* 1945), als Theoretiker der Moderne in der Tradition von Talcott Parsons zugleich vehementer Kritiker der Luhmannschen Theorie der funktionalen Differenzierung.

## N
- Oliver Nachtwey (* 1975), deutscher Wirtschafts- und Gesellschaftswissenschaftler mit innovativen Beiträgen zum sozialstrukturellen Wandel.
- Armin Nassehi (* 1960), öffentlich wirkender Gesellschaftstheoretiker mit systemtheoretischer Fundierung.
- Sighard Neckel (* 1956), origineller Kultursoziologe und Gesellschaftsanalytiker.
- Oskar Negt (1934–2024), Vertreter einer kritischen deutschen Gegenwartssoziologie.
- Otto Neuloh (1902–1993), Vertreter der Arbeits-, Betriebs- und Berufssoziologie.

## O
- Ulrich Oevermann (1940–2021), Begründer der objektiven Hermeneutik.
- Claus Offe (* 1940), unorthodoxer Vertreter der Nachfolgegeneration der Frankfurter Schule.
- William F. Ogburn (1886–1959), früher Theoretiker des sozialen Wandels mit dem Theorem der Technik als Schrittmacher und der verzögerten kulturellen Anpassung (cultural lag).
- Mancur Olson (1932–1998), Theoretiker einer weltweit rezipierten Anwendung der Theorie der rationalen Entscheidung auf das kollektive Verhalten.
- Karl-Dieter Opp (* 1937), Vertreter der individualistischen Soziologie, der u. a. die Theorien zum Abweichenden Verhalten weiterentwickelte.
- Franz Oppenheimer (1864–1943), erster deutscher Lehrstuhl-Inhaber für das Fach Soziologie, Mitbegründer der Deutschen Gesellschaft für Soziologie sowie Schöpfer einer originellen Staatstheorie und eines liberalen Sozialismus.

## P
- Vilfredo Pareto (1848–1923), Klassiker der Politischen und Wirtschaftssoziologie.
- Robert Ezra Park (1864–1944), Begründer der Chicagoer Schule der Soziologie.
- Talcott Parsons (1902–1979), international herausragender Soziologe der Nachkriegsjahrzehnte, Begründer der Soziologischen Systemtheorie.
- Charles Perrow (1925–2019), amerikanischer Organisationstheoretiker mit innovativen Beiträgen zur Katastrophensoziologie.
- Theo Pirker (1922–1995), Pionier der deutschen Industriesoziologie.
- Helmuth Plessner (1892–1985), Hauptvertreter der philosophischen Anthropologie, von 1955 bis 1959 Vorsitzender der Deutschen Gesellschaft für Soziologie.
- Friedrich Pollock (1894–1970), Mitbegründer des Instituts für Sozialforschung in Frankfurt am Main und Autor der ersten Automationsstudie im Nachkriegsdeutschland.
- Heinrich Popitz (1925–2002), deutscher Nachkriegssoziologe, Leiter der frühen industriesoziologischen Forschungsprojekte über Arbeit und Arbeiterbewußtsein in der mitbestimmten Montanindustrie.
- Robert Putnam (* 1941), international bedeutender Vertreter der Sozialkapitaltheorie.

## Q
- Adolphe Quetelet (1796–1874), erster namhafter Sozialstatistiker, der sich der Untersuchung statistischer Zusammenhänge widmete.

## R
- Alfred Radcliffe-Brown (1881–1955), Mitbegründer des Strukturfunktionalismus.
- Andreas Reckwitz (* 1970), Kultursoziologe mit originären Arbeiten zur Kreativität und Subjektivität und Träger des Leibniz-Preises.
- Karl-Siegbert Rehberg (* 1943), Kultursoziologe und Herausgeber der Arnold-Gehlen-Gesamtausgabe, von 2003 bis 2006 Vorsitzender der Deutschen Gesellschaft für Soziologie.
- David Riesman (1909–2002), Hauptautor von The Lonely Crowd (Die einsame Masse), der erste soziologische Weltbestseller.
- Jürgen Ritsert (* 1935), ausgewiesener Soziologe für Gesellschaftstheorie und Logik der Sozialwissenschaften in der Nachfolge der Frankfurter Schule.
- Stein Rokkan (1921–1979), als norwegischer politischer Soziologe hervorgetreten mit einem Makromodell der politischen Entwicklung Europas.
- Hartmut Rosa (* 1965), beeinflusste mit seiner Habilitationsschrift Beschleunigung. Die Veränderung der Zeitstrukturen in der Moderne maßgeblich die Forschungsfelder Zeitsoziologie und Postwachstumsgesellschaften.
- Eugen Rosenstock-Huessy (1888–1973), Vorläufer der Industrie- und Betriebssoziologie und sozialpolitisch engagierter Umgestalter entfremdeter Industriearbeit (Werkstattaussiedlung).
- Edward Alsworth Ross (1866–1951), führte den Begriff Soziale Kontrolle in die soziologische Diskussion ein.
- Sheila Rowbotham (* 1943), britische Soziologin und sozialistische Feministin mit vielbeachteten Veröffentlichungen über den Sexismus in der Arbeiterbewegung.
- W. G. Runciman (1934–2020), beeinflusste mit seiner Bestimmung der relativen („gefühlten“) Deprivation die Diskussion über soziale Gerechtigkeit.
- Alexander Rüstow (1885–1963), prägte den Begriff Neoliberalismus.

## S
- Fritz Sack (* 1931) herausragender deutscher Kriminalsoziologe, radikaler Interpret des Etikettierungsansatzes.
- Henri de Saint-Simon (1760–1825), früher Vertreter der Soziologie in ihrer Inkubationszeit und Protagonist des utopischen Sozialismus.
- Gottfried Salomon-Delatour (1892–1964), deutsch-amerikanischer Gesellschaftstheoretiker und Saint-Simon-Experte, einer der Lehrer von Adorno.
- Saskia Sassen (* 1947), international bedeutendste Globalisierungs-Forscherin.
- Bernhard Schäfers (* 1939), von 1991 bis 1992 Vorsitzender der Deutschen Gesellschaft für Soziologie.
- Max Scheler (1874–1928), herausragender Vertreter der philosophischen Anthropologie.
- Helmut Schelsky (1912–1984), dominanter Vertreter der deutschen Nachkriegssoziologie.
- Erwin K. Scheuch (1928–2003), Vertreter der Kölner Schule der deutschen Nachkriegssoziologie, 1970 Vorsitzender der Deutschen Gesellschaft für Soziologie.
- Uwe Schimank (* 1955), zeitgenössischer deutscher Soziologe, der die Luhmannsche Systemtheorie um die fehlende Akteursperspektive erweiterte.
- Wolfgang Schluchter (* 1938), international anerkannter Exeget der Werke Max Webers und maßgeblicher Mitherausgeber von dessen Gesamtwerk.
- Gottlieb Schnapper-Arndt (1846–1904), Statistiker, Sozialforscher, Pionier der sozialwissenschaftlichen Feldforschung.
- Gerhard Schulze (* 1944), Kultursoziologe, prägte den Begriff der Erlebnisgesellschaft.
- Michael Schumann (* 1937), namhafter Industriesoziologe, Mitbegründer und langjähriger Leiter des Soziologischen Forschungsinstituts Göttingen.
- Joseph Schumpeter (1883–1950), als origineller Kapitalismus-Theoretiker ein Grenzgänger, wie Marx, zwischen Ökonomie und Soziologie.
- Alfred Schütz (1899–1959), Begründer der phänomenologischen Soziologie.
- Richard Scott (* 1932), renommierter Organisationssoziologe und Wegbereiter des soziologischen Neo-Institutionalismus.
- Richard Sennett (* 1943), international anerkannter Gesellschaftstheoretiker und Kultursoziologe.
- Edward Shils (1910–1995), verknüpfte die empirische Tradition der amerikanischen Soziologie mit der theoretischen europäischen Tradition; Übersetzer von Max Weber und Karl Mannheim.
- Alphons Silbermann (1909–2000), als Vertreter einer empirischen Kunstsoziologie Antipode Theodor W. Adornos.
- Georg Simmel (1858–1918), herausragender Kultursoziologe und einer der deutschen Gründerväter der Soziologie.
- Albion Woodbury Small (1854–1926), Mitbegründer der Chicagoer Schule der Soziologie.
- Neil J. Smelser (1930–2017), Wirtschaftssoziologe in der Theorietradition des Strukturfunktionalismus, entwickelte ein Stufenmodell des sozialen Wandels.
- Hans-Georg Soeffner (* 1939), Begründer der Hermeneutischen Wissenssoziologie, 2007–2011 Vorsitzender der Deutschen Gesellschaft für Soziologie.
- Werner Sombart (1863–1941), auf wirtschaftlichen und sozialen Gebiet universal gebildeter, gleichwohl umstrittener Analytiker des Kapitalismus.
- Pitirim Sorokin (1889–1968), entwickelte eine Theorie sozialer Zyklen.
- Othmar Spann (1878–1950), als Theoretiker des Ständestaates ein Wegbereiter des Austrofaschismus.
- Hans Speier (1905–1990), Vertreter der Wissenssoziologie.
- Herbert Spencer (1820–1903), einer der britischen Gründervater der Soziologie, Vorbereiter des Sozialdarwinismus.
- Otto Stammer (1900–1978), Vertreter der politischen Soziologie, von 1955 bis 1959 Vorsitzender der Deutschen Gesellschaft für Soziologie.
- Lorenz von Stein (1850–1890), früher Interpret der Bedeutung des französischen Sozialismus und Kommunismus für die Staats- und Gesellschaftstheorie.
- Rudolf Stichweh (* 1951), Luhmann-Schüler mit originären Beiträgen zur Soziologie der Weltgesellschaft.
- Samuel Andrew Stouffer (1900–1960), Pionier der Umfrageforschung und Klassiker der Militärsoziologie, Urheber des Konzepts der Bezugsgruppe.
- Anselm L. Strauss (1916–1996), Theoretiker eines reformulierten symbolischen Interaktionismus mit dem Theorem der ausgehandelten Ordnungen (negotiated order).
- Wolfgang Streeck (* 1946), Organisations- und Wirtschaftssoziologe, Analytiker des neoliberalen Finanzmarktkapitalismus.
- William Graham Sumner (1840–1910), Verfasser des soziologischen Klassikers Folkways (Volksbräuche), einem Konzept der überindividuellen Sitten und Gebräuche.
- Edwin H. Sutherland (1883–1950), international anerkannter Pionier der Kriminalsoziologie.
- Richard Swedberg (* 1948), schwedischer Wirtschaftssoziologe mit internationalem Renommee.

## T
- Veronika Tacke (* 1961), ausgewiesene Organisationssoziologin in der Tradition der Luhmann-Schule.
- Frank Tannenbaum (1893–1969), Vertreter des Symbolischen Interaktionismus, in dessen kriminologischen Arbeiten der Etikettierungsansatz eine frühe Formulierung erfährt.
- Gabriel Tarde (1843–1904), Begründer einer philosophischen Soziologie in Konkurrenz zur Durkheim-Schule.
- Ulrich Teichler (* 1942), Hauptvertreter der international vergleichenden Hochschulforschung in Deutschland.
- Friedrich Tenbruck (1919–1994), deutscher Vertreter einer historisch fundierten Kultursoziologie.
- Göran Therborn (* 1941), einer der international anerkanntesten Sozialtheoretiker und Soziologen Skandinaviens mit dem Forschungsschwerpunkt des Vergleichs ganzer Gesellschaften.
- Ferdinand Tönnies (1855–1936), Mitbegründer der deutschen Soziologie, erster und langjähriger Präsident (von 1909 bis 1933) der Deutschen Gesellschaft für Soziologie.
- Alain Touraine (1925–2023), französischer Industrie- und Gesellschaftssoziologe, prägte den Begriff der postindustriellen Gesellschaft.

## V
- Thorstein Veblen (1857–1929), bedeutender Analytiker des Oberschicht-Verhaltens.
- Alfred Vierkandt (1867–1953), Mitbegründer der Deutschen Gesellschaft für Soziologie.
- Paula-Irene Villa (* 1968), deutsch-argentinische Soziologin, seit 2021 Vorsitzende der Deutschen Gesellschaft für Soziologie (DGS).
- Georg Vobruba (* 1948), österreichischer Soziologe mit breitgefächertem Forschungsportfolio.

## W
- Immanuel Wallerstein (1930–2019), mit seiner Weltsystem-Theorie Vertreter einer globalen historischen Soziologie in der Tradition von Fernand Braudel, von 1994 bis 1998 Präsident der International Sociological Association.
- Lester Frank Ward (1841–1913), Gründervater der US-amerikanischen Soziologie.
- Alfred Weber (1868–1958), deutscher Kultursoziologe.
- Max Weber (1864–1920), weltweit bedeutendster deutscher Soziologe mit einem fachlich und historisch universellen Wissenshorizont.
- Johannes Weiß (* 1941), ausgewiesener deutscher Kultursoziologe.
- Harald Welzer (* 1958), Soziologe, Sozialpsychologe und Publizist.
- William F. Whyte (1914–2000), Pionier der teilnehmenden Beobachtung, methodisch benutzt für seinen soziologischen Klassiker Street Corner Society.
- Leopold von Wiese (1876–1969), Vertreter der formalen soziologischen Beziehungslehre, von 1946 bis 1955 Vorsitzender der Deutschen Gesellschaft für Soziologie.
- Raymond Williams (1921–1988), einflussreicher britischer Kulturwissenschaftler mit soziologischer Bodenhaftung.
- Helmut Willke (1945–2024), einer der produktivsten Luhmann-Schüler
- Joan Woodward (1916–1971), mit ihren klassischen Studien zur Organisationssoziologie lieferte sie weltweit rezipierte empirische Beiträge zur theoretischen Fundierung der Kontingenztheorie.
- Erik Olin Wright (1947–2019), marxistischer Klassentheoretiker mit elaborierten Analysekonzepten.

## Z
- Wolfgang Zapf (1937–2018), Theoretiker des Sozialen Wandels und der gesellschaftlichen Modernisierung, langjähriger Präsident des Wissenschaftszentrum Berlin, von 1987 bis 1990 Vorsitzender der Deutschen Gesellschaft für Soziologie.
- Bénédicte Zimmermann (* 1965), französische Soziologin, Mitbegründerin der Histoire croisée
- Florian Znaniecki (1882–1958), polnischer Sozialforscher und Mitarbeiter der Chicagoer Schule der Soziologie.
- Ferdynand Zweig (1896–1988), polnisch-britischer Arbeitssoziologe, dessen Untersuchung über Arbeiter in der Wohlfahrtsgesellschaft eine breite Rezeption erfuhr.